# Shidaiqu

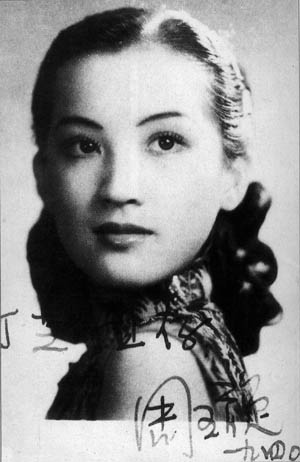
La chanteuse Zhou Xuan est une icône de l'ère Shidaiqu.

Le shidaiqu (chinois : 時代曲 ; pinyin : shídàiqǔ ; Wade : shih2 tai4 chʻü3 ; cantonais Jyutping : si4 doi6 kuk1) est un genre de musique populaire chinoise fusionnant le folklore chinois, le jazz américain et la musique de film hollywoodienne, ayant émergé à Shanghai dans les années 1920,

## Histoire
Le terme shídàiqǔ (時代曲) se traduit littéralement par « chansons de l'époque » en chinois mandarin. Lorsqu'elle est chantée en cantonais, elle est généralement appelée jyut6 jyu5 si4 doi6 kuk1 (粵語時代曲) ; en amoyen, il est connu sous le nom de Hā-gú sî-tāi-khiok (廈語時代曲). Ces termes intègrent les noms indigènes de ces langues ou dialectes.
Le shidaiqu atteint son apogée dans les années 1940. Des musiciens de jazz célèbres des États-Unis et de Chine se produisaient dans des salles de danse pleines à craquer. Les chanteuses chinoises sont de plus en plus populaires. Le shidaiqu est considéré comme un symbole de modernité, un point de rencontre entre l'Orient et l'Occident, et les boîtes de nuit telles que le Paramount Dance Hall deviennent un lieu de rencontre pour les hommes d'affaires des pays occidentaux et orientaux.

## Caractéristiques
Le shidaiqu est un genre de musique fusion qui utilise des instruments de musique de jazz (castagnettes, maracas). Les chansons sont chantées dans un style enfantin et aigu,.